# Deborah Lipstadt
Deborah Esther Lipstadt, född 18 mars 1947 i New York i New York, är en amerikansk förintelsehistoriker och författare till böcker om förintelsen, bland annat Denying the Holocaust. Lipstadt är professor i Modern Jewish and Holocaust Studies vid Emory University och samarbetar med United States Holocaust Memorial Museum.
Hon uppmärksammades efter att David Irving 1996 stämde henne och Penguin Books efter att hon i Denying the Holocaust betecknat honom som förintelseförnekare och högerextremist. Irving förlorade förtalsmålet.